# Limenitis calliphane
Limenitis calliphane är en fjärilsart som beskrevs av Hans Fruhstorfer 1915. Limenitis calliphane ingår i släktet Limenitis och familjen praktfjärilar. Inga underarter finns listade i Catalogue of Life.